# Baluvaneralu, Tiptur
Baluvaneralu là một làng thuộc tehsil Tiptur, huyện Tumkur, bang Karnataka, Ấn Độ.